# Pendowo (Kranggan)
Pendowo is een bestuurslaag in het regentschap Temanggung van de provincie Midden-Java, Indonesië. Pendowo telt 4134 inwoners (volkstelling 2010).